# Casa al carrer Anselm Clavé, 30 (Martorell)
La Casa al carrer Anselm Clavé, 30 és una obra del municipi de Martorell (Baix Llobregat) inclosa en l'Inventari del Patrimoni Arquitectònic de Catalunya.

## Descripció
Es tracta d'un habitatge entre mitgeres estructurat en planta baixa i pis. Als baixos hi ha un local d'ús comercial, això fa que hi hagi molt d'espai amb obertures. La transició entre pisos està marcada per una sanefa amb baixos relleus geomètrics entrellaçats. Al primer pis hi ha tres obertures amb les llindes remarcades amb falsos entaulaments amb un cap antropomorf al centre, voltat de vegetació en baix relleu. Totes tres obertures són balcons independents. Remata l'edifici una cornisa suportada per mènsules.